# Hylophilus poicilotis
Hylophilus poicilotis là một loài chim trong họ Vireonidae.